# Лоран Канте
Лора́н Канте́ (фр. Laurent Cantet; 15 червня 1961, Мель, Де-Севр — 25 квітня 2024, Париж) — французький кінорежисер та сценарист.

## Біографія
Народився у 1961 році в сім'ї шкільних учителів. Закінчив престижну французьку кіношколу IDHEC.
Як режисер і оператор знімав короткометражні фільми. За свою першу короткометражку «Всі на маніфестацію» (Tous à la manif) Канте отримав приз Жана Віго. Успішним був повнометражний дебют Канте — фільм «Людські ресурси», що приніс режисерові «Сезарf» за найкращий дебютний фільм і призи декількох міжнародних кінофестивалів.
Широку популярність Канте приніс фільм «Клас» (2008) за романом Франсуа Беґодо. Стрічка завоювала «Золоту пальмову гілку», головний приз Каннського кінофестивалю.

## Фільмографія
- 1999 — Людські ресурси / Ressources humaines
- 2001 — Тайм-аут / L'Emploi du temps
- 2005 — На південь / Vers le sud
- 2008 — Клас / Entre les murs
- 2012 — Фоксфайр, визнання банди дівчат / Foxfire
- 2012 — Гавано, я люблю тебе / 7 días en La Habana (епізод «Воскресіня»)
- 2014 — Повернення в Ітаку / Retour à Ithaque
- 2017 — Майстерня / L'Atelier

## Громадська позиція
У 2018 підтримав звернення Асоціації режисерів Франції на захист ув'язненого у Росії українського режисера Олега Сенцова